# Camille Claudel (película)
Camille Claudel (en España y Latinoamérica La pasión de Camille Claudel) es una película biográfica francesa de 1988 sobre la vida de la escultora del siglo XIX Camille Claudel, hermana del poeta, dramaturgo y diplomático Paul Claudel y musa de Auguste Rodin. 
La película está basada en el libro de Reine-Marie Paris, nieta del hermano de Camille, el poeta y diplomático Paul Claudel. Fue dirigida por Bruno Nuytten, coproducida por Isabelle Adjani, y contó con actuación de ella y de Gérard Depardieu.
En su lanzamiento,la película recibió críticas positivas, generalmente por las interpretaciones de ambos protagonistas. Adjani recibió el Premio César y el Oso de plata en el Festival de Cine de Berlín por su interpretación. Además, fue nominada por segunda vez en los Premios Oscar en la categoría de "Mejor Actriz".

## Forma
En los días de Víctor Hugo, se desarrolla la historia, que es respetada en buen grado por la película, aunque naturalmente con matices propios de la versión del director, y es así que se visualiza la conflictiva relación de ambos escultores, con un Rodin que siente que ha perdido la fuerza y la inspiración de otras épocas en su vida, invadido por la angustia, mientras una efervescente Camille asciende en su perfeccionamiento artístico, pero que termina quebrándose y marchitándose cuando entrega su juventud y mejores momentos al escultor, para que éste finalmente se quede con otra mujer.

## Sinopsis
Camille (Adjani), la hermana del escritor Paul Claudel, sintió desde pequeña una gran pasión por el arte y en especial por la escultura a la que dedicó gran parte de su vida. El escultor Auguste Rodin (Depardieu) fue su maestro, y ella se convirtió en su musa. Entre ambos surgió una tormentosa relación amorosa plagada de crisis y rupturas. La escultora tuvo también una vida personal muy agitada: era una mujer demasiado libre e independiente que no se adaptaba a las costumbres y convencionalismos de su época. Al final de su vida, vivió como una mendiga y acabó siendo internada en un psiquiátrico por sus problemas mentales.

## Reparto
- Isabelle Adjani como Camille Claudel.
- Gérard Depardieu como Auguste Rodin.
- Laurent Grévill como Paul Claudel.
- Alain Cuny como Louis-Prosper Claudel, padre de Camille y Paul.
- Madeleine Robinson como Louise-Athanaïse Claudel, madre de Camille y Paul.
- Katrine Boorman como Jessie Lipscomb, escultora y amiga de Camille.
- Maxime Leroux como Claude Debussy
- Danièle Lebrun como Rose Beuret, compañera de Rodin.
- Jean-Pierre Sentier como Limet
- Roger Planchon como Morhardt
- Aurelle Doazan como Louise Claudel
- Madeleine Marie como Victoire
- Philippe Clévenot como Eugène Blot
- Flaminio Corcos como Marcel Schwob
- Gérard Darier como Marcel
- Benoît Vergne como Auguste Beuret
- Philippe Paimblanc como Giganti
- Hester Wilcox como Adèle

## Producción
La película parte de la biografía escrita por la nieta de Paul Claudel, aunque completado con el contenido de las cartas que la escultura escribió a Rodin, a Paul y a otros familiares a lo largo de toda su vida. Se trata, por lo tanto, de un trabajo del agrado de la familia Claudel y así lo denunció Anne Delbée, cuya biografía fue rechazada por esta cuando ya estaba bastante avanzado el proyecto de llevarla al cine, en una película que iba a dirigir Claude Chabrol y a protagonizar Isabelle Huppert.

## Recepción

### Crítica
La película obtuvo mayormente críticas positivas y fue elogiada la interpretación de Adjani. En Rotten Tomatoes, la película tiene una puntuación total del 92 % según 12 reseñas.

### Premios y nominaciones
| Premios                    | Categoría                                     | Nominado/a                                             | Resultado | Referencias |
| -------------------------- | --------------------------------------------- | ------------------------------------------------------ | --------- | ----------- |
| Premios Óscar              | Óscar a la mejor película de habla no inglesa | Bruno Nuytten                                          | Nominado  | [ 3 ]       |
| Premios Óscar              | Óscar a la mejor actriz                       | Isabelle Adjani                                        | Nominada  | [ 3 ]       |
| Festival de Cine de Berlín | Oso de oro                                    | Bruno Nuytten                                          | Nominado  | [ 3 ]       |
| Festival de Cine de Berlín | Oso de plata a la Mejor Actriz                | Isabelle Adjani                                        | Ganadora  | [ 3 ]       |
| Premios César              | Mejor Película                                | Bruno Nuytten                                          | Ganador   | [ 3 ]       |
| Premios César              | Mejor Actriz                                  | Isabelle Adjani                                        | Ganadora  | [ 3 ]       |
| Premios César              | Mejor Actor                                   | Gerard Depardieu                                       | Nominado  | [ 3 ]       |
| Premios César              | Mejor Actor de Reparto                        | Alain Cuny                                             | Nominado  | [ 3 ]       |
| Premios César              | Mejor Actor de Revelación                     | Laurent Grévill                                        | Nominado  | [ 3 ]       |
| Premios César              | Mejor Fotografía                              | Pierre Lhomme                                          | Ganador   | [ 3 ]       |
| Premios César              | Mejor Diseño de Producción                    | Bernard Vézat                                          | Ganador   | [ 3 ]       |
| Premios César              | Mejor Diseño de Vestuario                     | Dominique Borg                                         | Ganadora  | [ 3 ]       |
| Premios César              | Mejor Música                                  | Gabriel Yared                                          | Nominado  | [ 3 ]       |
| Premios César              | Mejor Montaje                                 | Joëlle Hache] Jeanne Kef                               | Nominados | [ 3 ]       |
| Premios César              | Mejor Sonido                                  | Guillaume Sciama] Dominique Hennequin] François Groult | Nominados | [ 3 ]       |
| National Board of Review   | Top 10 películas extranjeras                  | Camille Claudel                                        | Ganadora  | [ 3 ]       |
| Premios Globos de Oro      | Mejor película extranjera                     | Bruno Nuytten                                          | Nominado  | [ 3 ]       |

## Otras versiones
- En el año 2013 se estrenó Camille Claudel 1915 dirigida por Bruno Dumont e interpretada por Juliette Binoche. En esta ocasión, la historia solamente se desarrolla cuando Camille espera la visita de su hermano después de que su familia la lleva a un hospital psiquiátrico del sur de Francia y vive con miedo por la presencia de otros pacientes.